# Vantri
Vantri – wieś w Estonii, w prowincji Saare, w gminie Kaarma. Pod koniec 2004 roku wieś zamieszkiwało 13 osób.